# Miss & Mister Deaf World
Miss & Mister Deaf World (MMDW) (pt: Senhorita e Senhor Mundo Surdo) é um concurso de beleza internacional que coroa jovens mulheres surdas para "Miss Deaf World" e jovens homens surdos para "Mister Deaf World" a cada ano, geralmente em Praga, na República Checa.

## História
MMDW é uma organização sem fins lucrativos que foi criada em 2001. O concurso é organizado pelas empresas MISS DEAF s.r.o. [cs] e MISS - MISTER DEAF s.r.o., e seu presidente é Josef Uhlíř. A língua oficial do concurso é a Língua Internacional de Sinais, e as coroas de cristal para todos os finalistas são feitas por Astera s.r.o.

## Vencedoras e vencedores
| Data e Local                                                                                  | Miss Deaf World                                                                                          | Primeira Vicemiss Deaf World                                                                             | Segunda Vicemiss Deaf World                                 | Miss Deaf Europa                                         | Miss Deaf Ásia                                           | Mister Deaf World                                 | Mister Deaf Europa                   | Mister Deaf Ásia          |
| --------------------------------------------------------------------------------------------- | --- | --- | ----------------------------------------------------------- | -------------------------------------------------------- | -------------------------------------------------------- | ------------------------------------------------- | ------------------------------------ | ------------------------- |
| Abril a Maio de 2020 Banguecoque, Tailândia                                                   | | |                                                             |                                                          |                                                          |                                                   |                                      |                           |
| 19 de Julho de 2019 Mbombela, África do Sul                                                   | Vidisha Baliyan · Índia                                                                                  | Lethiwe Ntaka · África do Sul                                                                            | Caroline Costa · Brasil                                     | Petra Jakopović · Croácia                                | Kanjana Phimpa · Tailândia                               | Phumelela Mapukata · África do Sul                | Petro Mendryshora · Ucrânia          | Chunping Zhou · China     |
| 29 de Setembro de 2018. Casa Nacional de Vinohrady, Convention Center, Praga, República Checa | Assia Uhanany · (31 years) · Israel                                                                      | Juthathip Srithamrongwat · Tailândia                                                                     | Ludmila Krautsova · Bielorrússia                            | Andreea-Maria Stîngaciu · Roménia                        | Nishtha Dudeja · Índia                                   | Jan Jakub Matěj Emmer · (33 years) · Chéquia      | Josip José Smokvina · Croácia        | Mani Gulati · Índia       |
| 15 de Julho de 2017. Centro de Congressos de Praga                                            | Chutima Netsuriwong · (23 years) · Tailândia                                                             | Maria Puposka · Macedônia do Norte · Então: · Ana-Maria Barnjak · Croácia · De acordo com o site do MMDW | Inna Demidova · Bielorrússia                                | Petra Gluchová · Chéquia                                 | Manman Hao · China                                       | Eric Alcantara Pascual · Espanha                  | Bagou Chehiban · França              | Yu Chen Lin · Taiwan      |
| 16 de Julho de 2016. Salão de Congressos do TOP Hotel Praga                                   | Janetta Hendrika Liaane Erasmus · África do Sul                                                          | Aminaka Gako · Senegal                                                                                   | Victoria Soo Lum · Canadá                                   | Elena Novokhatskaya · Ucrânia                            | Caoyue Piao Coreia do Sul                                | Kevin Petit · França                              | Alberto Jorgues Mora · Espanha       | Tian Ye · China           |
| 18 de Julho de 2015. Salão de Congressos do TOP Hotel Praga                                   | Natalija Bilanová · Ucrânia                                                                              | Anastasia Viazovskaya · Bielorrússia                                                                     | Lé Thi Thuy Doan · Vietname                                 | Karina Astrid Jemmott · Reino Unido                      | Lin Ching Lan · Taiwan                                   | Camilo Viloria Arrieta · Colômbia                 | Tomáš Brož · Chéquia                 | Sophon Sae-Li · Tailândia |
| Data e Local                                                                                  | Miss Deaf World                                                                                          | Primeira Vicemiss Deaf World                                                                             | Segunda Vicemiss Deaf World                                 | Miss Deaf Europa                                         | Miss Deaf Simpatia                                       | Mister Deaf World                                 | Mister Deaf Europa                   |                           |
| 19 de Julho de 2014. Salão de Congressos do TOP Hotel Praga                                   | Lydia Svobodova · Eslováquia                                                                             | Maria Isabel Carlos Maia · Brasil                                                                        | Xiao Yuan Liu · China                                       | Olivera Lozić · Sérvia                                   | Pitiyanan Matthayomphan · Tailândia                      | Jean-Marie Bourdon · França                       | David Spiess · Áustria               |                           |
| 13 de Julho de 2013. Salão de Congressos do TOP Hotel Praga                                   | Thaisy Payo · (25 years) · Brasil                                                                        | Erika Ďuricová · (20 years) · Eslováquia                                                                 | Queval Marianne · (23 years) · França                       | Kinal Timea Melinda · (23 years) · Hungria               | Niahkale Sako · (22 years) · Mali                        | Christian Paul López Bernal · (26 years) · México | Bohuš Vlačuha · (20 years) · Chéquia |                           |
| 7 de Julho de 2012. Salão de Congressos do TOP Hotel Praga                                    | Karin Keuter · (20 years) · Alemanha                                                                     | Maiko Sakvarelashvili · (20 years) · Geórgia                                                             | Mariana Latseviuk · (21 years) · Ucrânia · Vitória Dupla    | Mariana Latseviuk · (21 years) · Ucrânia · Vitória Dupla | Adjelina Corovic · (19 years) · Montenegro               |                                                   |                                      |                           |
| 8 de Julho de 2011. Praga                                                                     | Ilaria Galbusera · Itália                                                                                | Elena Korchagina · Rússia                                                                                | Dian Inggravati Soebangil · Indonésia · Título foi revogado | Natalya Ryabova · Bielorrússia                           | Ilaria Galbusera · Itália · Vitória Dupla                |                                                   |                                      |                           |
| 9 de Julho de 2010. Tbilisi, Geórgia                                                          | Alena Smyslova · Rússia                                                                                  | Zhihuang Wang · China                                                                                    | Stella Falawo Kunjan · Gana                                 | Alena Smyslova · Rússia · Vitória Dupla                  | Portia Stacei Oliver · África do Sul                     |                                                   |                                      |                           |
| 2009. Praga                                                                                   | Diana Kotvun · Ucrânia                                                                                   | Simhiwe Magagula · Essuatíni                                                                             | Mariya Baranova · Rússia                                    | Nina Dividtinidze · Geórgia                              | Zuzana Zliechovcova · Eslováquia                         |                                                   |                                      |                           |
| 12 de Julho de 2008. Praga                                                                    | Rossana Mazzocchio · (19 years) · Reino Unido                                                            | Michaela Theimerova · (21 years) · Chéquia                                                               | Yulia Arslanova · (19 years) · Rússia                       |                                                          | Jasmin Katzberg · (22 years) · Alemanha                  |                                                   |                                      |                           |
| 14 de Julho 2007. Praga                                                                       | Qingling Baova · (25 years) · China                                                                      | Kristina Weber · (21 years) · Alemanha                                                                   | Nila Kudlykova · (19 years) · Ucrânia                       |                                                          | Terneil Nicole Oppel · (19 years) · África do Sul        |                                                   |                                      |                           |
| 2006. Praga                                                                                   | Ivana Novelic · Sérvia                                                                                   | Marina Chukhriy · Ucrânia                                                                                | Viera Zliechcová · Eslováquia                               |                                                          | Angeligue Verstraete · Bélgica                           |                                                   |                                      |                           |
| 2005. Praga                                                                                   | Petronela Petrovičová · Eslováquia                                                                       | Daniejela Bukvic · Sérvia                                                                                | Julia Agapova · Rússia                                      |                                                          |                                                          |                                                   |                                      |                           |
| 2004. Praga                                                                                   | Candice Morgan · (22 years) · África do Sul                                                              | Vaida Kuzminskyte · (22 years) · Lituânia                                                                | Tatyana Prichodko · (21 years) · Ucrânia                    |                                                          | Tatyana Prichodko · (21 years) · Ucrânia · Vitória Dupla |                                                   |                                      |                           |
| 19 de Julho de 2003. Praga                                                                    | Galina Broiko · (21 years) · Ucrânia · Então: · Nastjana Pridok · Ucrânia · De acordo com o site do MMDW | Natalia Chochlova · (22 years) · Rússia                                                                  | Sara Melech · (16 years) · Israel                           |                                                          | Zhang Huanying · (25 years) · China                      |                                                   |                                      |                           |
| 2002. Praga                                                                                   | Danijela Gedovic · Sérvia                                                                                | Ludmila Šinglarová · Chéquia                                                                             | Natália Martinenko · Ucrânia                                |                                                          |                                                          |                                                   |                                      |                           |
| 2001. Mallorca                                                                                | Viktoriia Prytychenko · Ucrânia                                                                          | Bulgária                                                                                                 | Chéquia                                                     |                                                          |                                                          |                                                   |                                      |                           |

## Galeria

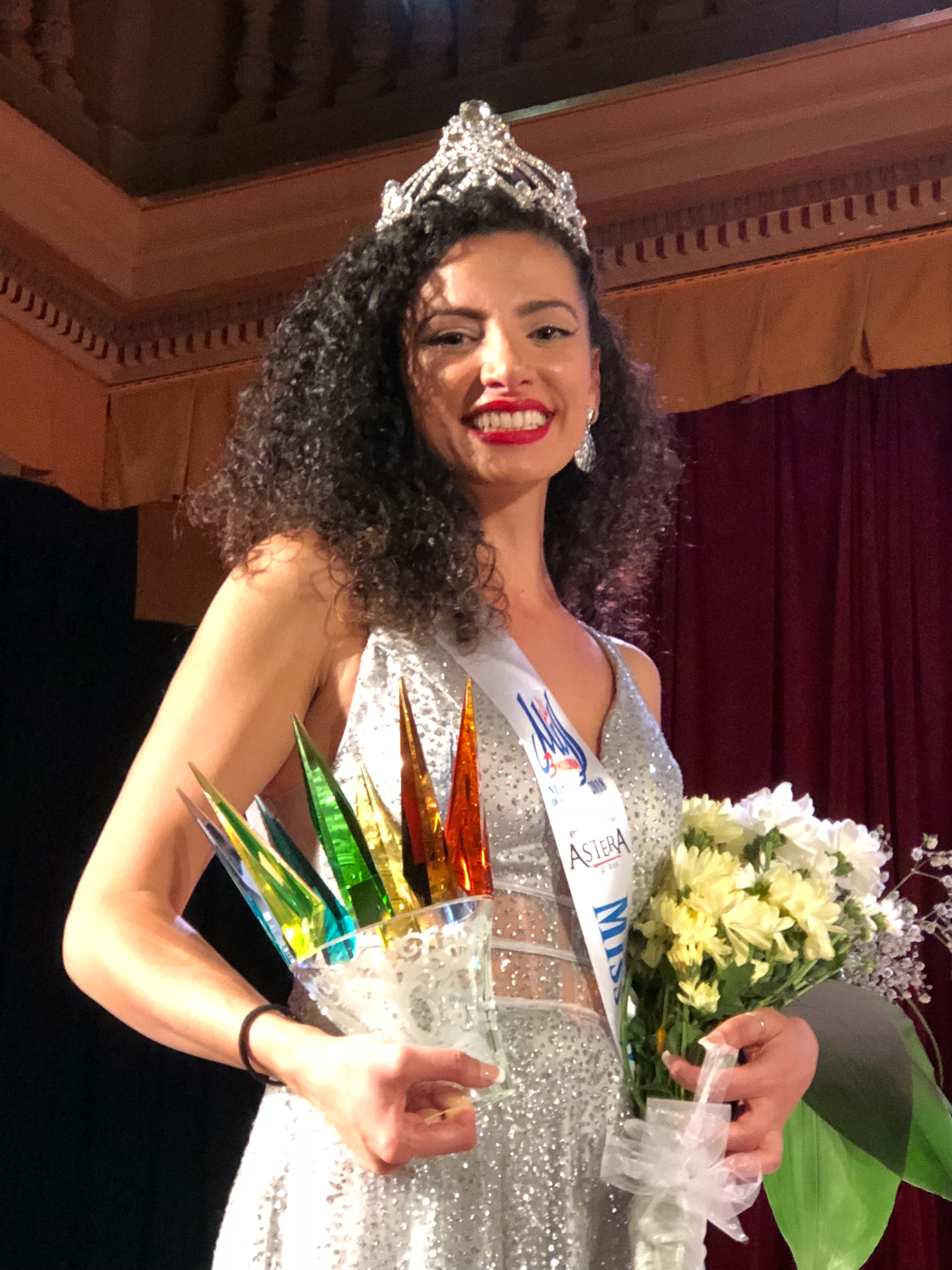
Assia Uhanany: Miss Deaf World 2018
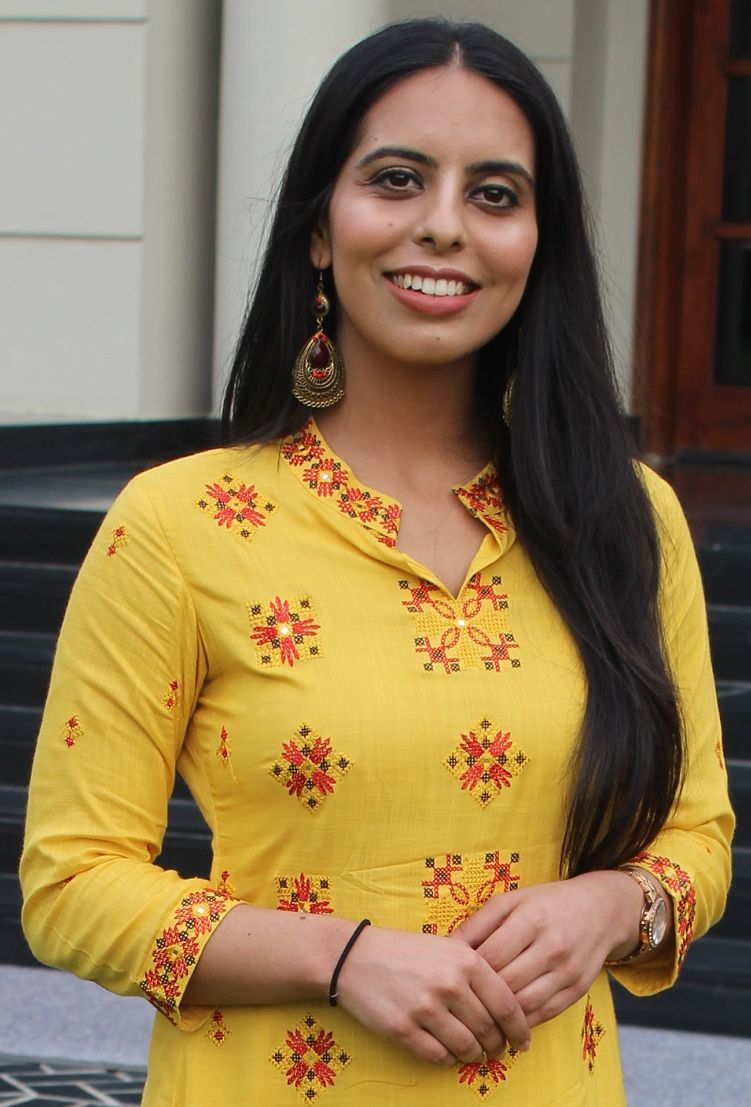
Nishtha Dudeja: Miss Deaf Asia 2018